# Máze
Máze (en noruec Masi) és un petit poble situat al municipi de Kautokeino, al comtat de Finnmark, Noruega. Té una població de cirka 350 habitants, el 98% dels quals són samis.
La dècada dels 60-70 hi havia plans d'inundar Máze per la construcció de l'embassament d'Alta, plans que es van abandonar el 1973 arrel de les manifestacions en contra. El yoik Máze, que es va popularitzar per Mari Boine, i Ella Márjá Hætta Isaksen, està dedicat a aquest poble.

## Personatges cèlebres
- Mattis Hætta, músic i actor, representant de Noruega al festival d'Eurovisió de 1980
- SlinCraze, raper